# Боровка (приток Вятки)
Боровка — река в России, протекает в Арбажском и Котельничском районах Кировской области. Устье реки находится в 466 км по правому берегу реки Вятки. Длина реки составляет 18 км. В 300 метрах от устья принимает справа реку Криуша
Исток реки находится в урочище Тумаши в 21 км к северу от посёлка Арбаж. В верхнем течении течёт на север, достигнув посёлка Боровка, резко разворачивается на юго-восток, огибая посёлок. Притоки — Ломовка (левый), Криуша (правый). Впадает в боковую старицу Вятки ниже посёлка Разлив. В эту же старицу впадает и Криуша, которая поэтому считается притоком Боровки.

## Данные водного реестра
По данным государственного водного реестра России относится к Камскому бассейновому округу, водохозяйственный участок реки — Вятка от города Котельнич до водомерного поста посёлка городского типа Аркуль, речной подбассейн реки — Вятка. Речной бассейн реки — Кама.
По данным геоинформационной системы водохозяйственного районирования территории РФ, подготовленной Федеральным агентством водных ресурсов:
- Код водного объекта в государственном водном реестре — 10010300412111100036184
- Код по гидрологической изученности (ГИ) — 111103618
- Код бассейна — 10.01.03.004
- Номер тома по ГИ — 11
- Выпуск по ГИ — 1